# Lev Artsimóvich
Lev Andréievich Artsimóvich (en ruso: Лев Андре́евич Арцимо́вич; también transliterado Arzimowitsch al alemán; 12 de febrerojul./ 25 de febrero de 1909greg.–1 de marzo de 1973) fue un físico ruso, Académico de la Academia de Ciencias de la URSS (1953), miembro del Presídium de la Academia de Ciencias de la URSS (desde 1957), y Héroe de Trabajo Socialista (1969).
Conocido por dirigir el equipo que consiguió producir la primera fusión nuclear en un laboratorio.

## Investigaciones académicas

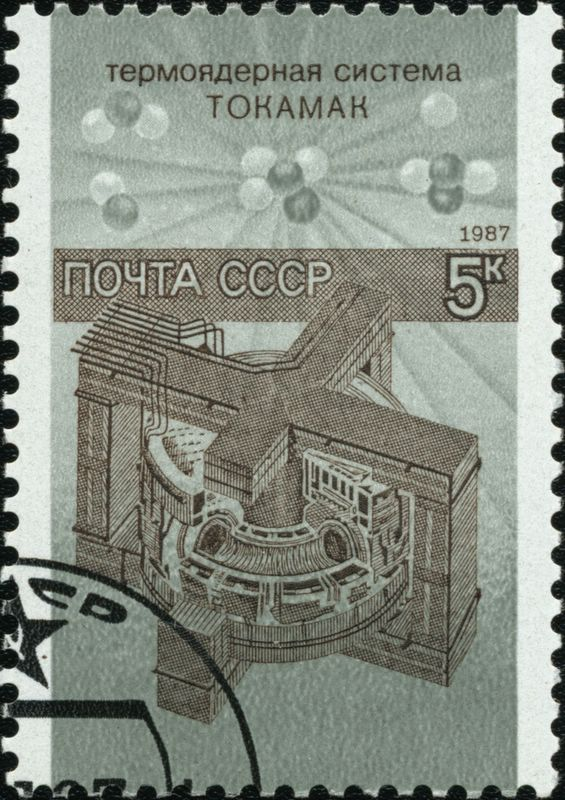
Sello de la URSS, 1987. Sistema termonuclear Tokamak.

Artsimóvich trabajó en el campo de la fusión nuclear y de la física del plasma.
De 1930 a 1944 trabajó en el Instituto Físico-Técnico Ioffe, y en 1944 se unió al "Laboratorio número 2" (actualmente Instituto Kurchátov) para trabajar en el proyecto de bomba atómica soviético. De 1951 hasta su muerte en 1973, fue la cabeza del programa de energía de fusión soviético.
Es conocido como  "el padre del Tokamak", un concepto especial de reactor de fusión. En cierta ocasión, se le preguntó a Artsimóvich cuándo estaría listo el primer reactor termonuclear, y éste respondió: "cuando la humanidad lo necesite, quizás poco tiempo antes".
Bajo su dirección se consiguió por primera vez una reacción de fusión termonuclear en un laboratorio.
De 1963 a 1973 fue vicepresidente de la Conferencia Pugwash y presidente del Comité Nacional de Físicos Soviéticos.
Fue elegido un Miembro Honorario Extranjero de la Academia Estadounidense de las Artes y las Ciencias en 1966.

## Reconocimientos
- 1946 - Miembro correspondiente de la Academia de Ciencias de la URSS
- 1953 - Académico de la Academia de Ciencias de la URSS
- 1953- Premio Stalin de primera clase
- 1957 - Académico-secretario del Departamento de Astronomía y Física General de la Academia de Ciencias de la URSS, miembro del Presídium de la Academia de Ciencias de la URSS
- 1958- Premio Lenin
- 1965 - Miembro Honorario de la Academia Checoslovaca de Ciencias
- 1966 - Miembro Honorario Extranjero de la Academia Americana de Artes y Ciencias
- 1968 - Miembro Honorario de la Academia Sueca de Ciencias
- 1969 - Miembro Honorario de la Academia Yugoslava de Ciencias
- 1969 - Héroe del Trabajo Socialista
- 1970 - Ciudadano Honorario de Texas (EE. UU.)
- 1971 - Premio Estatal de la URSS
- 1972 - Doctor honoris causa de la Universidad de Varsovia
- Cuatro Órdenes de Lenin
- Orden de la Bandera Roja, dos veces (incl. 1945)

## Eponimia
- El cráter lunar Artsimovich lleva este nombre en su memoria.[5]